# Павле Обнорски
Павле Обнорски (Комелски; 1317, Москва — 10. јануар 1429, Павло-Обнорски манастир)  је монах, светитељ, ученик светог Сергија Радоњешког, оснивач Павло-Обнорског манастира. Канонизован у Руској православној цркви у лику преподобног, спомен се празнује 10. (23.) јануара.
Павле је рођен 1317. године у Москви. Од детињства је имао склоност ка монашком животу. Са 22 године, када су родитељи почели да му нуде брак, напустио је дом и замонашио се у манастиру Рождества на Волги. Касније се Павле преселио у манастир Свете Тројице и постао ученик Сергија Радоњешког. После послушности Сергију, Павел је отишао у изолацију на 15 година, а по изласку из ње је од Сергија добио благослов „да оде у пустињу“.
У потрази за местом за самоћу, Павле је посетио разне пустиње, био је са Аврамијем Чухломским, у манастиру Городецкиј Феодоровски и други. Након лутања, зауставио се у Комелској шуми (сада југ Вологдске области, област реке Комела), где је живео три године у шуми близу реке Грјазовице, а затим се преселио у исту шуму, крај реке Нурме (притока Обнора), саградио себи келију и ископао бунар.
Место Павловог пребивалишта постало је познато и почели су да му долазе они који су желели да постану његови ученици. Имајући благослов монаха Сергија да створи нови манастир и видљиви знак овог благослова – исковани бакарни крст, чуо је звоњаву звона и видео светлост јачу од сунца, Павле у 97. години отишао је у Москву и, пошто је испричао митрополиту Фотију о свом ноћном виђењу, затражио благослов за градњу манастира .
1414. године, по заповести светог Сергија Радоњешког, по благослову Сергија Нуромског и митрополита Фотија, Павле је подигао цркву Свете Тројице око које је настао манастир који је добио име Павло-Обнорски. За манастир је Павле успоставио строги типик, поверио управу свом ученику Алексију, који је постављен за игумана. Сам Павле је наставио да живи у забаченој келији поред манастира. Често је посећивао оближњи манастир Спасо-Нуромски, где је разговарао са монахом Сергијем Нуромским.
Преминуо 10. јануара 1429. године у 112. години. Житије му је написано око 1546. године, а у Макарјевској катедрали 1547. је канонизован. Мошти Павла Обнорског нису пронађене а чуване су сакривене у цркви Светог Сергија Радоњешког манастира коју је он основао. Године 1878. изнад њих је постављено масивно сребрно светилиште, дело Сергеја Верховцева.